# 529
Cette page concerne l'année 529  du calendrier julien. Pour l'année 529 av. J.-C., voir 529 av. J.-C. Pour le nombre 529, voir 529 (nombre).
L'année 529 est une année commune qui commence un lundi.

## Événements

### Asie
- L'armée japonaise, retardée en 527 par la révolte d'Iwai à Kyūshū parvient en Corée pour soutenir le Mimana. Son commandant Kenu no Omi invite les rois de Paekche et Silla à une conférence, sans résultat. Finalement, le roi du Mimana demande à la cour du Yamoto de rappeler ses troupes[1].
- L'empereur de Chine Liang Wudi (Leang Wu-ti), converti au bouddhisme, se fait moine et l’État doit le racheter au clergé[2].

### Proche-Orient
- 21 mars : Mundhir, le prince arabe lakkmide de Hira, vassal des Sassanides envahit la Syrie. Il s’avance jusqu’à Antioche[3].
- Avril : Bélisaire est nommé magister militum pour l'Orient par l'empereur Justinien[4].
- 12 mai : arrivée à Antioche d'Hermogène, envoyé par Justinien pour négocier la paix avec les Perses. Le roi sassanide Kavadh Ier rejette ses propositions en juillet[3].
- Juin : révolte samaritaine en Palestine (100 000 victimes, selon Procope)[3]. Elle est réprimée par le roi des Ghassanides Al-Harith, allié de Byzance[5].

### Europe
- 7 avril[3] : publication du Code Justinien (Codex Justinianus) réformant l’administration (529-534). La réforme est menée par le préfet du prétoire Jean de Cappadoce pour lutter contre la corruption des fonctionnaires.
- 3 juillet : concile d'Orange[6]. Il condamne le semi-pélagianisme.
- 5 novembre : concile de Vaison-la-Romaine, présidé par Césaire d'Arles ; une école par évêché, autorisation aux simples prêtres de prêcher en milieu rural[6].
- Fermeture de l'école néoplatonicienne d'Athènes. C'est le dernier acte formel pour se séparer de la culture païenne. Les derniers philosophes de l'école (Damascios le Diadoque, Simplicios de Cilicie, Eulamios de Phrygie, Priscien de Lydie, Hermias de Phénicie, Diogène de Phénicie et Isidore de Gaza, s’exilent en Perse, accueillis par l'empereur Khosro Ier, qui les installe à Harrân[7].
- Benoît de Nursie fonde l'ordre bénédictin et construit un couvent au mont Cassin en Italie[8], à l'emplacement d'un ancien temple d'Apollon. Cet évènement est considéré comme l'acte fondateur du grand mouvement monastique européen.

## Naissances en 529
Pas de naissance connue.

## Décès en 529
- Francille, évêque de Tours.